# Krasowice
Krasowice (deutsch: Kraschen) ist ein Ort in der Landgemeinde Namysłów im Powiat Namysłowski der Woiwodschaft Opole in Polen.

## Geographie
Das Straßendorf Krasowice liegt 10 Kilometer westlich von Namysłów (Namslau) und 63 Kilometer nordwestlich von Opole (Oppeln) in der Schlesischen Tiefebene. Es ist umgeben von mehreren Waldgebieten. Ortsteil von Krasowice ist der Weiler Żabiak (Kraschenvorwerk). Nachbarorte von Krasowice sind im Nordosten Lubska (Laubsky) und im Süden Smarchowice Śląskie (Windisch Marchwitz).

## Geschichte

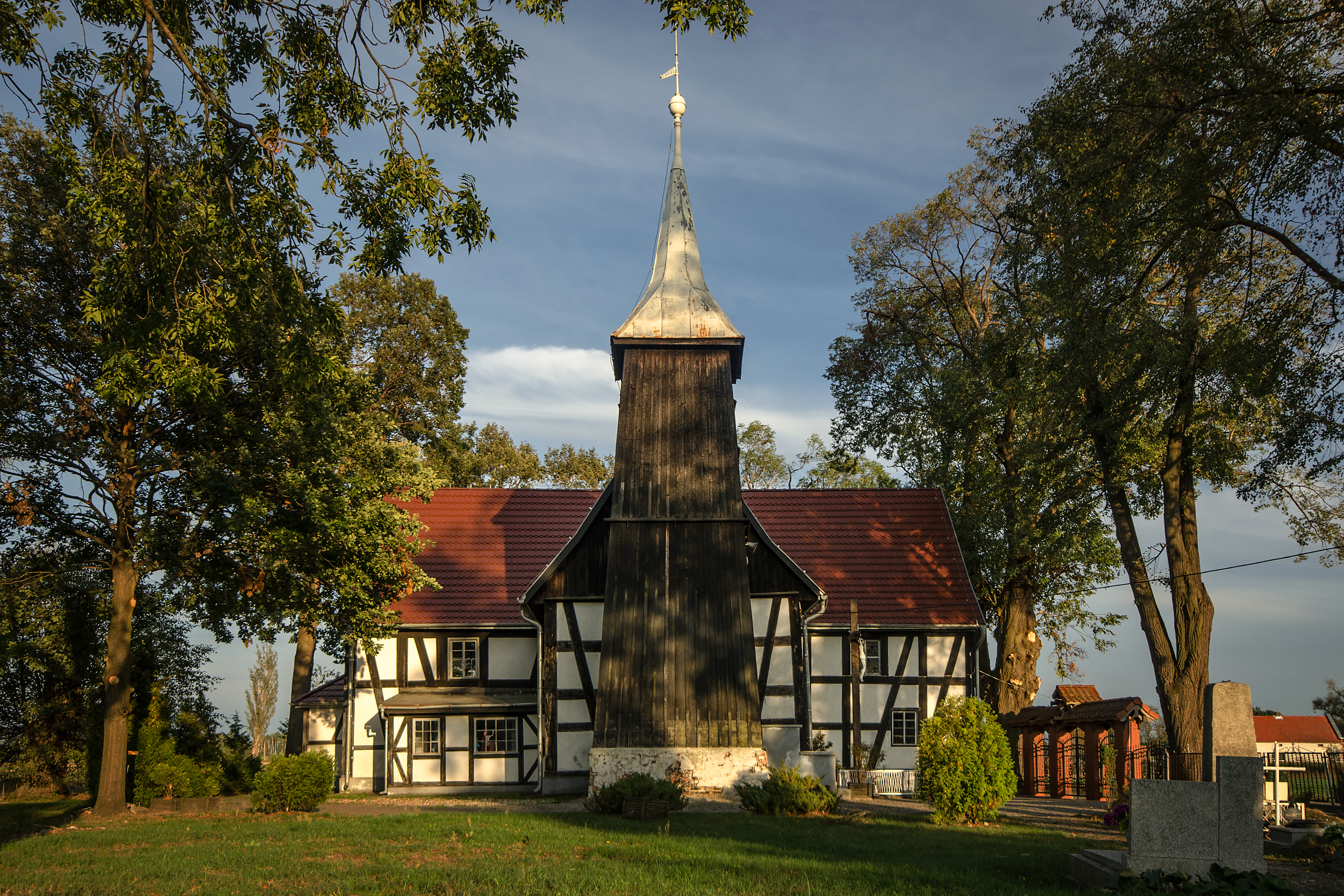
Kirche der Muttergottes von Tschenstochau

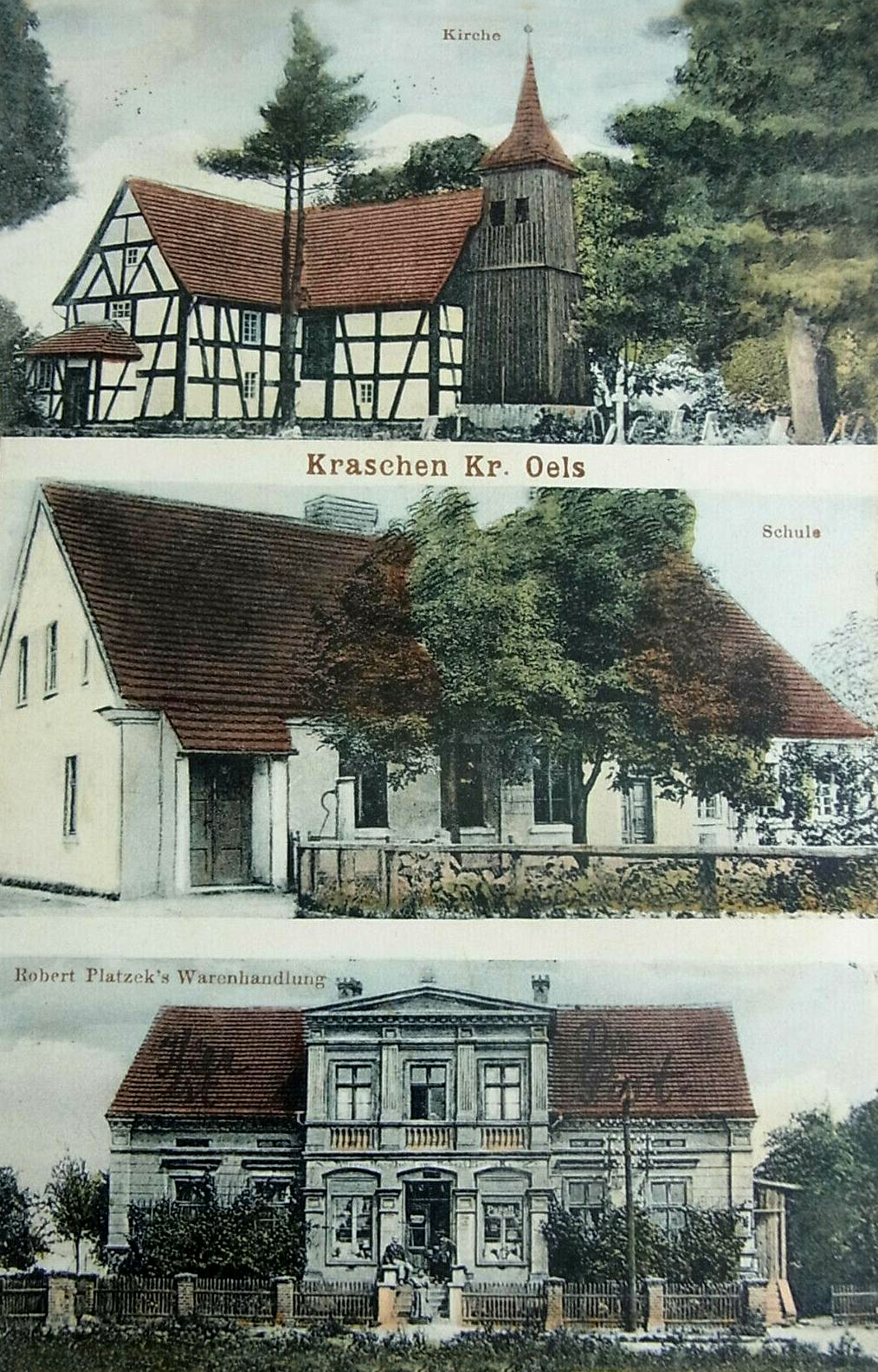
Alte Postkarte von Kraschen um 1910

„Crassowitz“ wurde 1266 erstmals urkundlich erwähnt. 1380 wird erstmals eine Kirche im Ort erwähnt.
Nach dem Ersten Schlesischen Krieg 1742 fiel Kraschen mit dem größten Teil Schlesiens an Preußen.
Nach der Neuorganisation der Provinz Schlesien gehörte die Landgemeinde Kraschen ab 1816 zum Landkreis Oels, mit dem es bis 1945 verbunden blieb. 1845 bestanden im Dorf ein Schloss, ein Vorwerk, eine evangelische Kirche, eine evangelische Schule, eine Windmühle, eine Ölmühle, zwei Schankwirtschaften und 80 Häuser. Damals lebten in Kraschen 696 Einwohner, davon 5 katholisch. 1834 wurde ein steinernes Schulhaus im Ort erbaut. 1848 wurde ein Großteil der örtlichen Bebauung durch ein Feuer zerstört. 1867 zählte der Ort 629 Einwohner. 1874 wurde der Amtsbezirk Kraschen gebildet, dem die Landgemeinden Kraschen, Laubsky und Weidenbach sowie die gleichnamigen Gutsbezirk eingegliedert wurden. Erster Amtsvorsteher war der Gutsbesitzer Leutnant Schwürtz in Kraschen. 1905 zählte Kraschen 87 Wohnhäuser, 124 Haushaltungen und 470 Einwohner. 1933 waren es 542 und 1939 549 Einwohner.
Als Folge des Zweiten Weltkrieges fiel Kraschen 1945 an Polen. Nachfolgend wurde es in Krasowice umbenannt und der Woiwodschaft Schlesien angeschlossen. Die einheimische deutsche Bevölkerung wurde – soweit sie nicht vorher geflohen war – vertrieben.

## Sehenswürdigkeiten
- Die römisch-katholische Kirche der Muttergottes von Tschenstochau (polnisch Kościół Matki Boskiej Częstochowskiej, bis 1945 Evangelische Kirche) wurde um 1620 als evangelisches Gotteshaus errichtet. Es ist ein Fachwerkbau auf kreuzförmigem Grundriss mit Emporen und Balustrade und dreiseitig geschlossenem Chor. Nach Vertreibung der deutschen Bewohner wurde die Kirche nach 1945 als katholisches Gotteshaus genutzt.[4] Die Kirche steht seit 1964 unter Denkmalschutz.[5]
- Denkmal für die Gefallenen des Ersten Weltkriegs

## Vereine
- Freiwillige Feuerwehr OPS Krasowice

## Söhne und Töchter des Ortes
- Herbert Schicke (1931–1992), deutscher Politiker und Landwirt